# Marta Krajewska
Marta Krajewska – polska pisarka, autorka cyklów powieściowych "Wilcza Dolina" oraz dla młodzieży "Wilcza Dolina - Bratmił", nawiązujących do kultury i wierzeń dawnych Słowian. Z wykształcenia jest kulturoznawcą. Debiutowała wiosną 2014 r. opowiadaniem Śpij, chłopczyku w antologii „Toystories”. Pisze na portalu fantastyka.pl jako krajemar.
Trzykrotnie była nominowana do nagrody im. Janusza Zajdla: w 2014 r. za opowiadanie Daję życie, biorę śmierć, a w 2016 i 2017 r. za powieści Idź i czekaj mrozów oraz Zaszyj oczy wilkom.
W 2017 r. pierwsza powieść Idź i czekaj mrozów ukazała się w tłumaczeniu angielskim pt. When The Frosts Come, wydana przez Royal Hawaiian Press.

## Twórczość

### Cykl "Wilcza Dolina"
1. Idź i czekaj mrozów, Genius Creations, Bydgoszcz 2016
2. Zaszyj oczy wilkom, Genius Creations, Bydgoszcz 2017
3. Wezwijcie moje dzieci, Genius Creations, Bydgoszcz 2021[3]

### Cykl "Wilcza Dolina - Bratmił"
1. Noc między tam i tu, Genius Creations, Bydgoszcz 2017
2. Świt między dobrym i złym, Genius Creations, Bydgoszcz 2018

### Inne powieści
- Emil, kanarek i rudy pies, Genius Creations, Bydgoszcz 2018